# Provincia de Bangka-Belitung
Bangka-Belitung es un archipiélago y una provincia de la República de Indonesia. Se compone de dos islas principales: Bangka y Belitung. Su capital es Pangkal Pinang
En la economía de Bangka-Belitung tiene un peso significativo la minería, pues esta provincia es la mayor productora de estaño de Indonesia. También producen pimienta blanca. Además, cuenta con numerosas playas e islas más pequeñas, que han atraído a turistas de todo el mundo. La playas más famosas son Matras, Parai, Tanjung Person, Batu Bedaun, Remodong, Pasir Padi, Tanjung Kelian, Rebo, Telok Uber, entre otras.

## Demografía
La población de esta provincia es de 1.494.621, según el censo de 2022. Como tiene una extensión de 18.724,74 kilómetros cuadrados, la densidad poblacional es de 79,82 habitantes por kilómetro cuadrado.

### Grupos étnicos
Los malayos son el grupo étnico más numeroso de la provincia. Forman alrededor del 52,5% de la población total. Se concentran principalmente en el interior de Bangka-Belitung y se subdividen en bangka malay y belitung malay. Estos dos grupos son ligeramente diferentes, desde su cultura hasta su idioma. La mayoría de los malayos trabajan en la industria agrícola o en la industria pesquera. Los malayos de Bangka Belitung tienen un estilo de vida muy distinto en comparación con otros malayos, especialmente con los de Malasia.
El segundo grupo étnico más grande son los chinos, que constituyen alrededor del 29,1% de la población total. Los chinos se concentran principalmente en la parte costera de la provincia o en las zonas urbanas. Los chinos de Bangka-Belitung eran originarios del sur de China, especialmente de la provincia de Guangdong, y emigraron desde el siglo XVIII hasta principios del siglo XX para tener mejores oportunidades laborales. Durante la era colonial, la mayoría de los chinos trabajaban en la industria minera, además de crear sus propios negocios. La mayoría de los chinos de Bangka-Belitung son hakka, aunque también existen importantes comunidades hokkien y cantonesas. La cultura china en Bangka es ligeramente diferente a la de Belitung. Los chinos de Bangka llegaron a principios del siglo XVIII, cuando se inauguró oficialmente la mina. Por lo general, no traían a sus esposas y, por lo tanto, se casaban con indígenas, por lo que los chinos de Bangka son en su mayoría peranakans y hablan el idioma hakka mezclado con malayo. Los chinos de Belitung son considerados totok (de pura sangre) dado que, cuando llegaron en el siglo XIX, trajeron consigo a sus esposas. Se adaptaron a la cultura del archipiélago, entre otras cosas, cambiando su vestimenta por ropa local, como ropa con kebaya kurung o pareo. Todavía hablan el idioma hakka original que se habla en China hoy en día.
El resto de la población está formada por inmigrantes de otras partes de Indonesia, como los javaneses, los minangkabau y los bugis.

### Religiones
Según el censo de 2015, la religión mayoritaria en Bangka Belitung es el Islam (88.71%), seguida del Budismo (4.49%), el Cristianismo (3.37%, divididos en protestantes, 2.06%, y católicos, 1.31%), Confucionismo (3.30%) e Hinduismo (0.09%).